# Violet Trefusis
Violet Trefusis, rozená Keppel, (6. června 1894,Londýn, Anglie – 29. února 1972, Florencie, Itálie) byla anglická spisovatelka. Je proslulá hlavně díky své dlouholeté aféře se spisovatelkou Vitou Sackville-West. Obě ženy ve vztahu pokračovaly i po svých sňatcích s muži. Jejich vztah byl motivem v románech obou žen a také v románu Virginie Woolfové " Orlando: A Biography". Možná se staly inspirací i pro charakter postavy Lady Montdore v románu Nancy Mitfordové "Love in a Cold Climate" a postavy Muriel v románu Harolda Actona The Soul's Gymnasium.
Sama Trefusisová napsala mnoho románů, psala také literaturu faktu, a to jak v angličtině, tak ve francouzštině. Ačkoli se některé její knihy prodávaly dobře, jiné zůstaly nepublikovány a její celkové literární dědictví je hodnoceno rozporuplně.

## Životopis

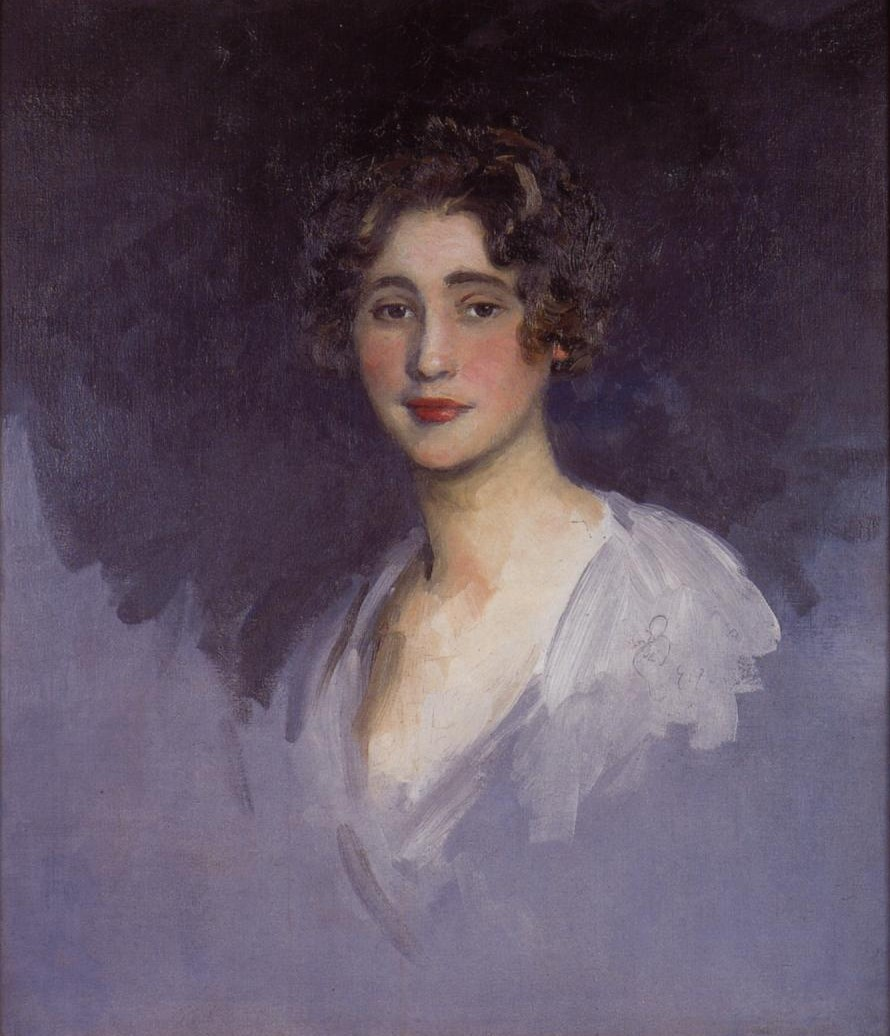
Violet Keppel, 1919, William Bruce Ellis Ranken

Její rodné jméno je Violet Keppel, byla dcerou Alice Keppel, pozdější milenky britského krále Edwarda VII.. Jejím otcem byl George Keppel, syn 7. hraběte z Albemarle, pradědeček Camilly, vévodkyně z Cornwallu. Ale členové rodiny Keppel věřili, že jejím biologickým otcem byl Ernest William Beckett,2. baron z Grimthorpe, bankéř a poslanec za Whitby.
Violet prožila dětství v Londýně, kde měla rodina Keppelů dům na Portman Square. Když jí byly čtyři roky, stala se její matka oblíbenou milenkou Alberta Edwarda („Bertie“), prince z Walesu, který 22. ledna 1901 nastoupil na trůn jako král Edward VII.. Až do konce svého života v roce 1910 pravidelně navštěvoval domácnost Keppelů, vždy kolem odpolední svačiny. (George Keppel, který si byl této záležitosti vědom, v této době pohodlně chyběl). V roce 1900 se narodil Violetin jediný sourozenec Sonia Rosemary (Sonia je babičkou Camilly, vévodkyně z Cornwallu z matčiny strany a Violet byla její prateta).

## Osobní život
Violet Trefusis je neupadla v zapomnění především díky dlouholetému milostnému vztahu s bohatou Vitou Sackville-West. Virginia Woolfová jejich vztah použila jako motiv ve svém románu Orlando. V této romantizované biografii Sackville-West je Violet zastoupena postavou ruské princezny Saši.
Obě ženy psaly romantické příběhy, do kterých ukrývaly svůj milostný vztah (Sackville-West:Challenge, Violet Trefusis: Broderie Anglaise, (ve francouzštině roman à clef - klíčový román). Nigel Nicolson, syn Vity napsal o jejich vztahu román Portrait of a Marriage (Portrét manželství), založený na dochovaných dopisech své matky a přidal rozsáhlá „objasnění“, včetně některých pohledů svého otce na vztah Vity a Violet. Aspekty postavy Violet se objevily i v dalších románech, včetně postavy Lady Montdore v románu Nancy Mitford Love in a Cold Climate (Láska v chladném počasí) a v postavě Muriel v The Soul's Gymnasium Harolda Actona.

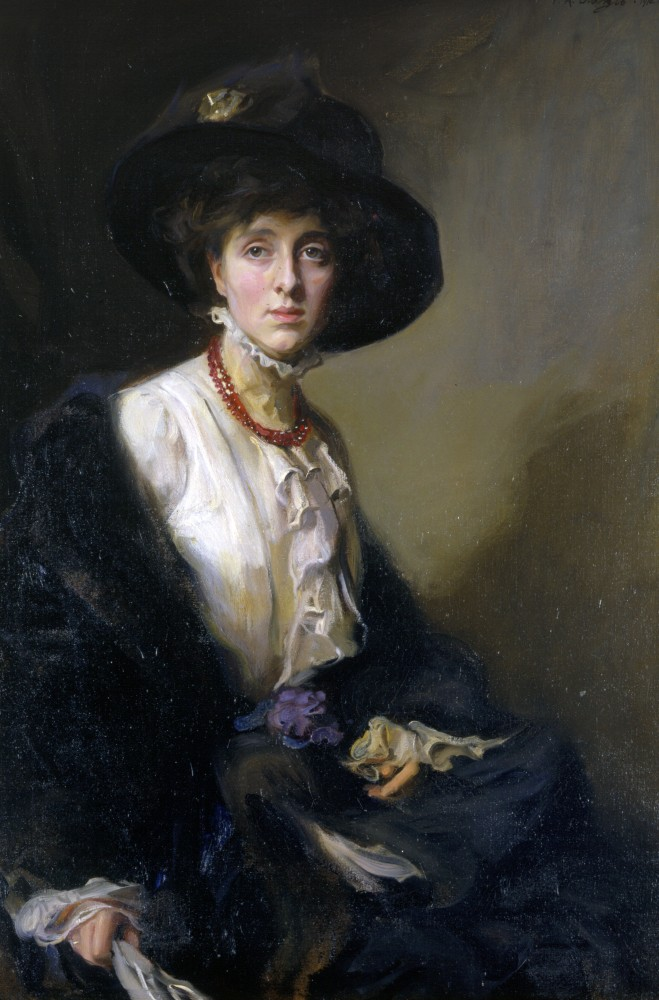
Vita Sackville-West v roce 1916, Philip de László

Každý z účastníků zanechal rozsáhlé písemné zprávy v dochovaných dopisech a denících, včetně Alice Keppel, Victorie Sackville-Westové, Harolda Nicolsona, Denyse Trefusise a Pata Danseye.
Anglická spisovatelka Diana Souhami ve svém životopise Mrs Keppel and her Daughter z roku 1997 poskytla přehled o aféře a hlavních aktérech dramatu. Když bylo Violet 10 let, poprvé se setkala s Vitou (která byla o dva roky starší). Poté několik let navštěvovaly stejnou školu a brzy mezi nimi vzniklo pouto. Když bylo Violet čtrnáct, vyznala Vitě lásku a dala jí prsten. V roce 1910, po smrti Edwarda VII.,přiměla paní Keppelová rodinu dodržovat asi po dva roky „diskrétní“ pravidla, než se znovu etablovala v britské společnosti. Když se Keppelovi vrátili do Londýna, přestěhovali se do domu na Grosvenor Street. V té době se Violet dozvěděla, že Vita bude brzy zasnoubena s Haroldem Nicolsonem a ona sama byla zapletená do románku s Rosamundou Grosvenor. Violet dávala jasně najevo, že Vitu stále miluje, a zasnoubila se jen proto, aby Vita žárlila. To Vitě nezabránilo v tom, aby si Harolda vzala (v říjnu 1913), který byl také bisexuál. Vita a Harold udržovali otevřené manželství.

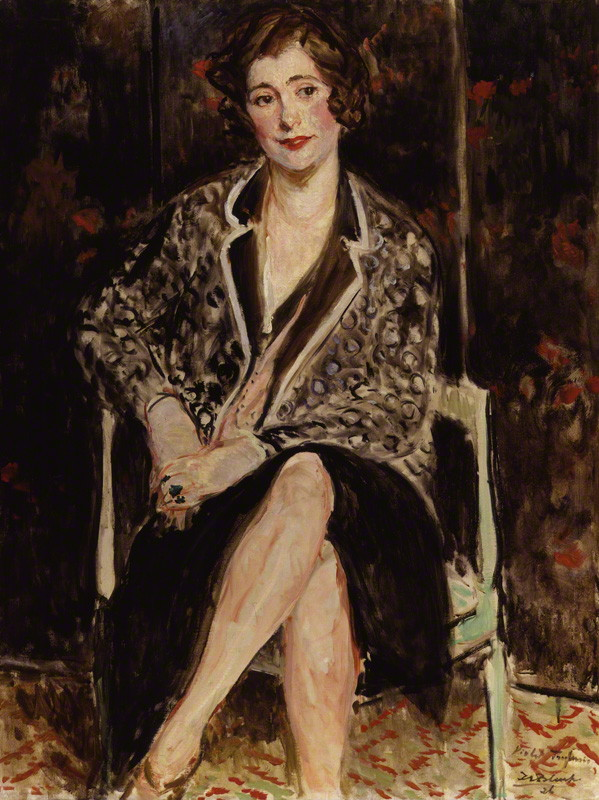
Violet Trefusis, Jacques-Emile Blanche (1861-1942), olej na plátbě, NPG 5229, 1926

V dubnu 1918 Violet a Vita svazek obnovily a zintenzivnily. V té době měla Vita dva syny, ale nechala je v péči rodiny, zatímco ona a Violet spolu odcestovaly do Cornwallu. Matka Violet v té době domlouvala svatbu Violet s Denysem Robertem Trefusisem (1890–1929), synem plukovníka Johna Schomberga Trefusise (syn 19. barona Clintona) a Evy Louisy Bontein. Několik dní po podpisu příměří, které ukončilo první světovou válku odjely Violet a Vita na několik měsíců do Francie. Vita si vymínila jako podmínku, že Violet přiměje Denyse ke slibu, že s ní nikdy nebude mít sex, jinak ze svatby sejde. Denys zjevně souhlasil, protože 16. června 1919 se Violet a Denys vzali. Na konci téhož roku Violet a Vita znovu na dva měsíce odcestovaly do Francie: nařídila to Denysova tchyně, paní Keppel. Denys přivezl Violet z jižní Francie, protože se do Londýna o ní a Vitě donesly nové klepy o jejich chování. Ženy spolu odcestovaly v únoru 1920, mělo jít o poslední útěk. Harold a Denys za oběma ženami odletěli do Francie dvoumístným letadlem.
Skandál nastal, když Harold řekl Vitě, že jí byla Violet nevěrná (s Denysem). Violet se to pokusila vysvětlit a ujistila Vitu o své nevině. Vita ale byla příliš rozzlobená a vzteklá na to aby Violet naslouchala a utekla od ní s tím, že nechce vidět Violet alespoň dva měsíce. O šest týdnů později se Vita vrátila do Francie kde se setkala s Violet. Paní Keppelová se zoufale snažila udržet skandál mimo Londýn, protože se chystala svatba Violetiny sestry Sonii (s Rolandem Cubittem). Violet strávila většinu roku 1920 v zahraničí a zoufale se udržovala kontakt s Vitou pomocí dopisů. V lednu 1921 se Vita a Violet vydaly na poslední cestu do Francie, kde spolu strávily šest týdnů. V této době Harold pohrozil, že pokud Vita bude pokračovat ve svých eskapádách, zruší manželství. Když se Vita v březnu vrátila do Anglie, byl to konec aféry. Violet byla poslána do Itálie a odtud napsala své poslední zoufalé dopisy jejich společnému příteli Patu Danseymu, protože měla zakázáno psát přímo Vitě. Na konci roku musela Violet čelit situaci a začít budovat svůj život od nuly.
Obě bývalé milenky se znovu setkaly v roce 1940, poté, co druhá světová válka přinutila Violet k návratu do Anglie. Ženy zůstaly v kontaktu a posílaly si navzájem láskyplné dopisy.

## Kariéra
Během druhé světové války se Trefusis v Londýně účastnila vysílání „La France Libre“, což jí po válce vyneslo ocenění nejvyšším francouzským vyznamenáním Řádem čestné legie (fr.:Ordre national de la Légion d'honneur), byla také jmenována velitelkou Řádu za zásluhy Italské republiky (it.: Ordine al merito della Repubblica Italiana).
Recenze jejích knih byly mnohdy rozporuplné. Někteří kritici připisovali Trefusisové „vynikající dar pozorování“ a „talent pro mimikry a cit pro dekor ve většině jejích knih“. Tyto vlastnosti byly prý evidentní v jejích románech psaných v angličtině a francouzštině. Jiní kritici uvedli, že její knihy nebyly velkou literaturou, přestože se dobře prodávaly a její čtenáři si je užívali.
Její osoba se stala stěžejní postavou v beletrii jiných spisovatelů. Nancy Mitford založila Lady Montdore, postavu z jejího románu Love in a Cold Climate na Trefusisové. Představila se v The Rock Pool od Cyrila Connollyho, v The Soul's Gymnasium Harolda Actona jako Muriel, v několika románech Vity Sackville-West a také v Orlando: A Biography Virginie Woolfové jako strhující „princezna Sasha“.
Ačkoli její spisy pokryly velkou část dvacátého století, mnoho z nich nebylo publikováno. Nakladatelství Virago, které se věnuje obnově zapomenuté práce spisovatelek, se to snažilo kompenzovat. Vytáhli dva z jejích životopisných románů: Lorna Sage a Lisa St Aubin de Teran. Bohužel se ale dostali do potíží s autorskými právy. Lorna Sage, (13. ledna 1943 - 11. ledna 2001), anglická akademička, literární kritička a spisovatelka navíc zemřela dříve než mohla pomoci s vydáním dalších děl Trefusisové, jak plánovala.

## Později ve Francii

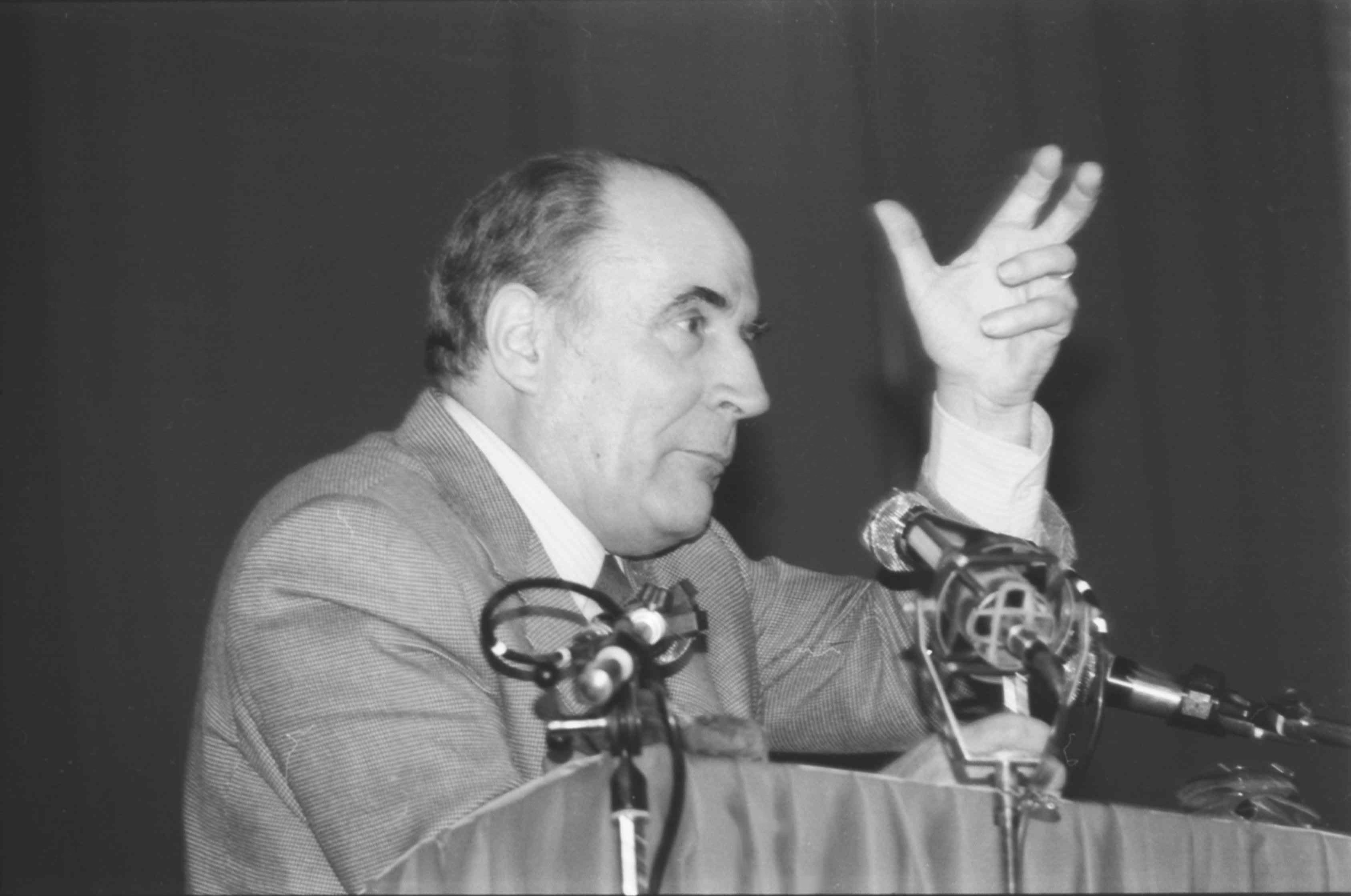
Prezident François Mitterrand, jeden z blízkých přátel Violet.

Od roku 1923 byla Trefusis jednou z mnoha milenek dědičky majitele továrny na šicí stroje Singer Winnaretta Singer, dcery Isaaca Singera a manželky homosexuálního prince Edmonda de Polignac, která ji seznámila s uměleckým beau-monde v Paříži. Trefusisová sice stále více dodržovala matčino doporučení: „společensky přijatelné“, ale zároveň zůstávala pevná ve své sexualitě. Singerová stejně jako Sackville-Westová před ní byly ve vztahu dominantní, zřejmě k oboustranné spokojenosti, ty dvě byly spolu mnoho let. Matka Trefusisové, Alice Keppel, proti této aféře nic nenamítala, nejspíše kvůli bohatství a moci Singerové a také vzhledem ke skutečnosti, že Singerová v této aféře vystupovala mnohem diskrétněji. Zdá se, že Trefusisová upřednostňovla roli submisivní, a proto skvěle vycházela se Singerovou, která, bič v ruce, byla typicky dominantní a měla nad svými vztahy kontrolu. Ani jedna z žen nebyla během dlouhotrvajícího vztahu úplně věrná, ale na rozdíl od Trefusisové aféry se Sackville-Westovou to na jejich vzájemné porozumění zřejmě nemělo žádný negativní vliv.

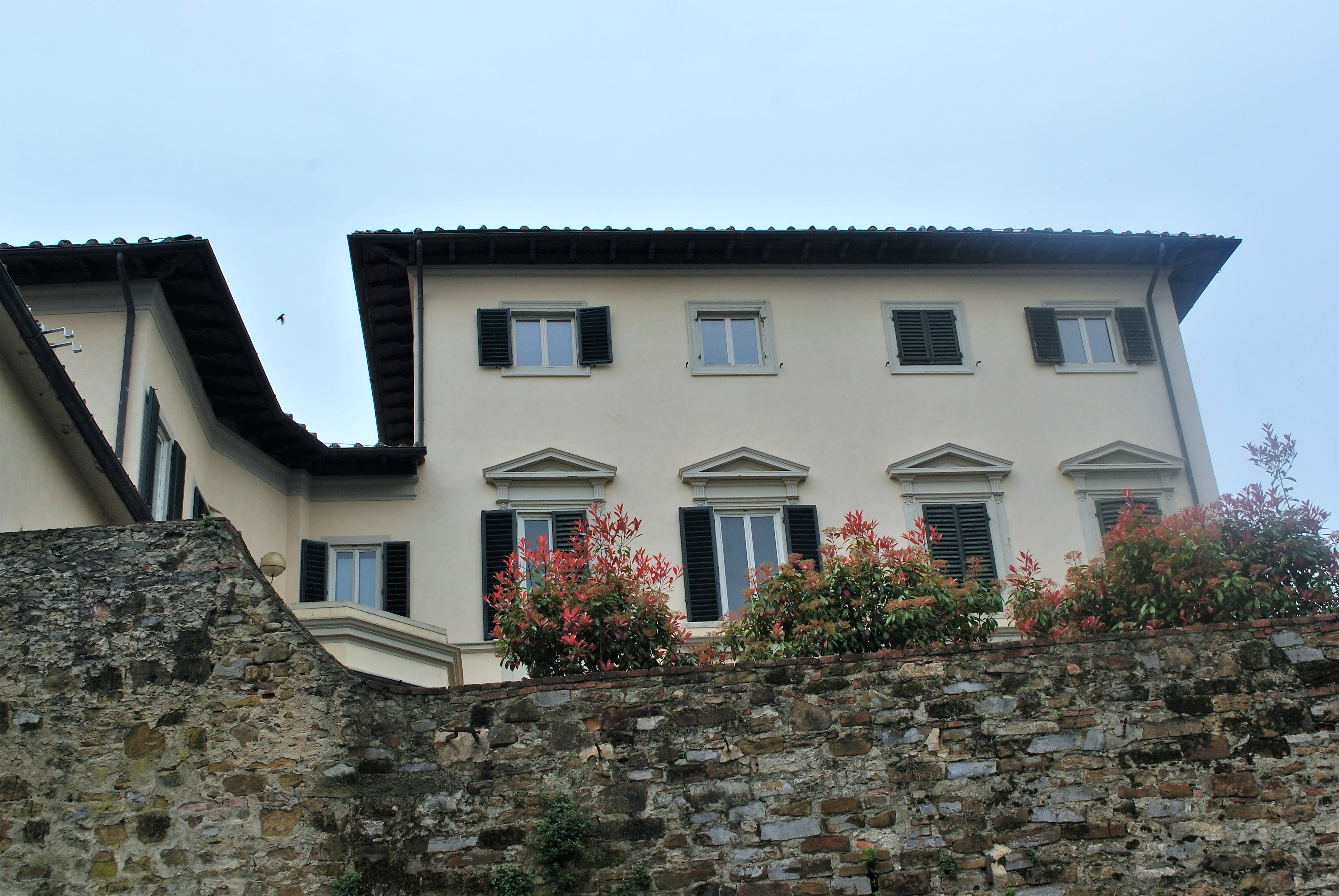
Vila dell'Ombrellino, Florencie, Itálie

V roce 1924 koupila paní Keppel L'Ombrellino, velkou vilu s výhledem na Florencii, kde kdysi žil Galileo Galilei. Po smrti rodičů v roce 1947 se Trefusisová stala chatelaine vily L'Ombrellina a zůstala jí až do konce svého života. Denys Trefusis zemřel v roce 1929, zcela odcizený své manželce. Po jeho smrti Trefusisová vydala několik románů, některé v angličtině, některé ve francouzštině, které napsala na svém středověkém „turné“ po Saint-Loup-de-Naud, Seine-et-Marne. - dar od Winnaretty
Americký novinář Joseph Alsop ve své autobiografii líčí setkání s Violet ve Florencii. „Nadšení paní Trefusisové už dávno inspirovalo říkanku„ Paní Trefusisová nikdy neodmítá. Guvernér Olson, jak se ukázalo, nebyl odmítnut ... byli navzájem velmi potěšeni.“
Nancy Mitford řekla, že autobiografie Trefusisové by měla mít název Here Lies Violet Trefusis, částečně na ní postavila postavu Lady Montdore v jejím románu Love in a Cold Climate.
François Mitterrand, který se v roce 1981 stal prezidentem Francouzské republiky, ve své kronice La Paille & le Grain zmiňuje své přátelství s Violet Trefusisovou, trvající až do 2. března 1972, kdy obdržel zprávu o její smrti. Píše o tom jak před Vánocemi 1971 navštívil Florencii, protože věděl, že Violet zbývá posledních pár měsíců života. Večeřel s ní a s Frankem Ashton-Gwatkinem, který byl vysokým úředníkem ministerstva zahraničí počátkem druhé světové války, v jejím domě ve Florencii.

## Odkaz a smrt

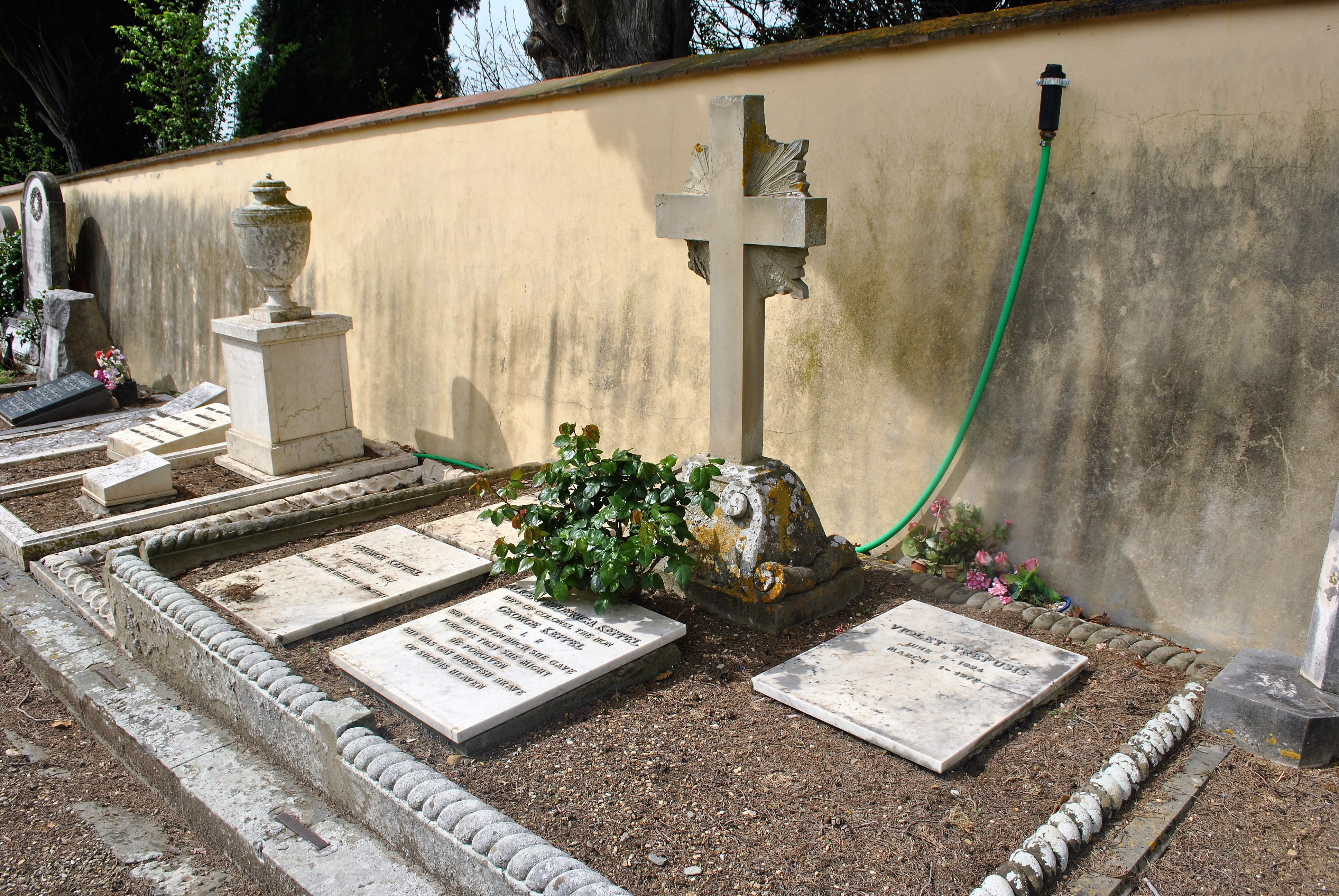
Hrob Violet Trefusis a jejích rodičů, George a Alice Keppel, Cimitero degli Allori, Florence

Violet Trefusis zemřela ve vile L'Ombrellino na Bellosguardo dne 29. února 1972. Zemřela na následky malabsorpčního syndromu. V podstatě tedy vyhladověla, což je důsledek této nemoci. Její popel byl umístěn jak ve Florencii na hřbitově Cimitero degli Allori (Evangelický hřbitov vavřínů) vedle ostatků jejích rodičů; tak ve Francii ve farním kostele Saint-Loup v departementu Saint-Loup-de-Naud v refektáři.
V roce 1990 BBC uvedla mini-sérii Portrait of a Marriage, v úloze Violet Trefusis vystoupila Cathryn Harrison.